# Береза Олександр Григорович
Олекса́ндр Григо́рович Бере́за (28 липня 1971 — 24 січня 2015) — молодший сержант Збройних сил України, учасник російсько-української війни. Один із «кіборгів».

## Короткий життєпис
Народився 28 липня 1971 року в селищі міського типу Каланчак Каланчацького району Херсонської області. Закінчив місцеву середню школу № 1 (нині — загальноосвітня школа № 1).
У 2014 році мобілізований до 79-ї окремої аеромобільної бригади. Молодший сержант, командир відділення.
24 січня 2015-го загинув у бою за Донецький аеропорт під час мінометного обстрілу, який вчинили терористи.
Без Олександра залишились дружина, дві донечки — 14-річна Анастасія й 10-річна Ганна.
Похований у смт Каланчак.

## Нагороди та вшанування
- Указом Президента України № 282/2015 від 23 травня 2015 року, «за особисту мужність і високий професіоналізм, виявлені у захисті державного суверенітету та територіальної цілісності України, вірність військовій присязі», нагороджений орденом «За мужність» III ступеня (посмертно)[1].
- Нагороджений нагрудним знаком «За оборону Донецького аеропорту» (посмертно).
- 21 травня 2015 року в селищі міського типу Каланчак на фасаді будівлі загальноосвітньої школи № 1 (вулиця Скадовська, 1), де навчався Олександр Береза, йому відкрито меморіальну дошку.
- Вшановується в меморіальному комплексі «Зала пам'яті», в щоденному ранковому церемоніалі 24 січня[2][3].